# Angelo Moratti
Nestore Angelo Moratti Di Valle (Somma Lombardo, 5 novembre 1909 – Viareggio, 12 agosto 1981) è stato un imprenditore e dirigente sportivo italiano, fondatore della Saras e presidente dell'Inter dal 1955 al 1968.

## Biografia

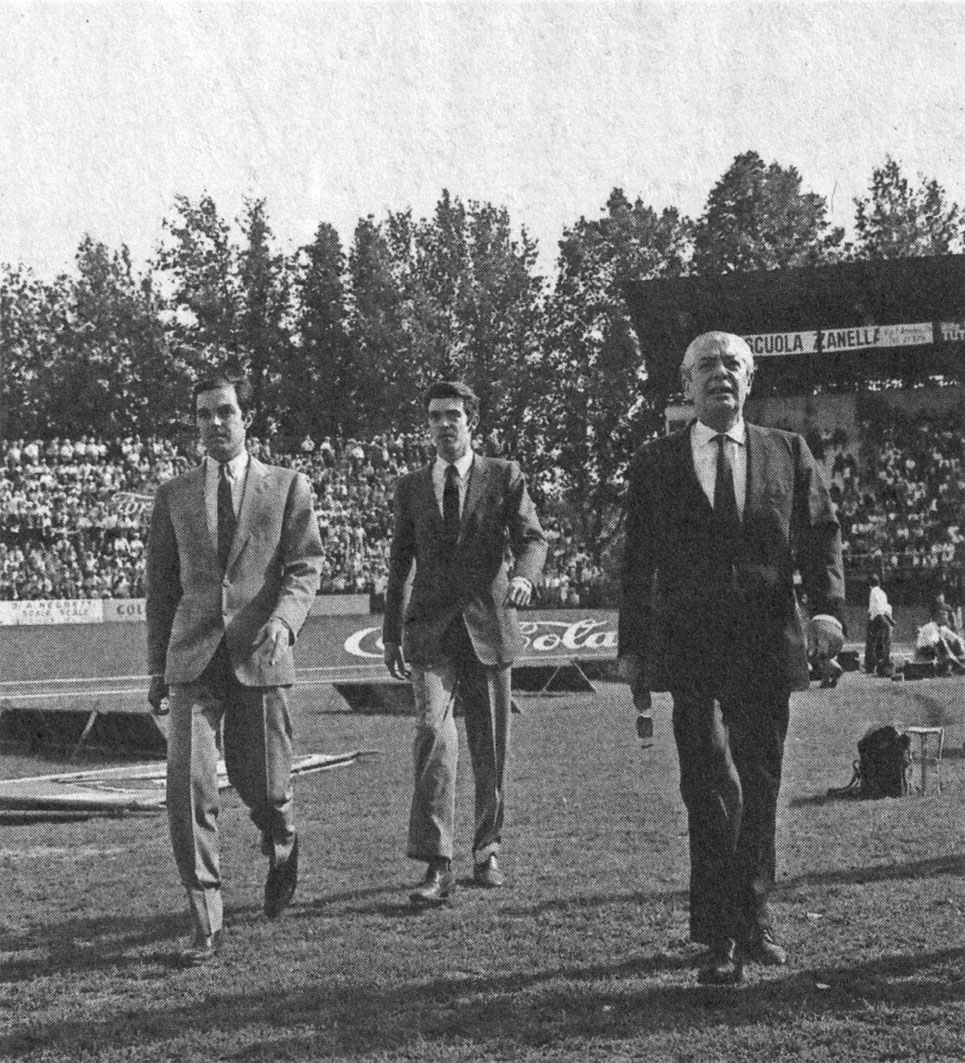
Da destra: Angelo Moratti con i figli Massimo e Gian Marco nel 1967.

Figlio di Albino (1873-1923), farmacista in piazza Fontana a Milano, rimane orfano della madre Gilda Basso molto presto. Il rapporto difficile con la matrigna lo porta ad allontanarsi dalla casa paterna ancora ragazzo, affidandosi all'indubbio ingegno personale a sostegno di una tenace forza di volontà. A 16 anni lascia quindi la famiglia per fare il piazzista di lubrificanti di diverse marche; lentamente diventa socio di una ditta genovese dello stesso ramo.
Nel 1927 sposa Erminia Cremonesi (1907-1989), con cui ha sei figli: Adriana (1932), Gian Marco (1936-2018), Bedy (1942), Gioia, Massimo (1945) e Natalino Curzola (1949-2015), preso in adozione. Proprio la moglie, grande tifosa dell’Inter, lo avvicina al mondo del calcio portandolo nel dicembre del 1933 a vedere l’Ambrosiana sul campo del Testaccio di Roma; da quel momento Moratti diventa un appassionato sostenitore della squadra nerazzurra.
Insieme alla moglie Erminia è stato un grande collezionista di arte moderna e contemporanea.
Morì nell'estate del 1981, durante un soggiorno a Viareggio, a causa di un edema polmonare acuto.

## Attività imprenditoriale
Moratti si mostrò presto lungimirante e capace di sfruttare le opportunità offerte dalla crescente domanda di prodotti petroliferi, inserendosi in aree trascurate dai grandi operatori. Nel 1927, allestì una propria vasta rete di distribuzione che riforniva i marittimi di petrolio per alimentare le lampare. L’attività si rivelò redditizia e gli permise di stabilire solide relazioni estese specialmente all’area toscana e alla Sardegna.
Successivamente Moratti lavorò proficuamente con una delle protagoniste della prima fase di crescita dell’industria della raffinazione, la Società anonima permanente olio (Permolio), proprietà dei conti Miani, stabilendo la sede della sua attività imprenditoriale a Civitavecchia e mettendo la propria rete realizzata negli anni, a servizio della distribuzione degli stessi. Nel 1932 fonda a Roma, insieme all'armatore genovese Cerruti, la Petrocargom, una società di commercio di petroli e raffinati dall'innovativo sistema di stoccaggio dei prodotti. La mentalità imprenditoriale intuitiva e aperta lo porta successivamente a soluzioni brillanti di fronte a scenari in evoluzione. Nel 1937 fonda la S.M.T. (Società Minerali del Trasimeno) attraverso la quale acquista e riapre una miniera di lignite e carbone a Pietrafitta, nella Valle del Nestore, nei pressi del lago Trasimeno, dando lavoro a 1600 minatori. Nelle vicinanze realizza una grande centrale elettrica alimentata da lignite e carbone che darà luce all'Urbe oltre che ad un centro manifatturiero che si svilupperà in vetrerie e centri di lavorazione della ceramica. Terminata la seconda guerra mondiale, è il primo imprenditore a realizzare un grande insediamento industriale in Sicilia.
Acquista nel 1946 una raffineria in Texas e in breve tempo decide di trasportare via oceano i vari impianti, e fondare ad Augusta, in provincia di Siracusa, nel 1948 la Rasiom, ai tempi il più grande polo di raffinazione petrolifera al centro delle rotte nel Mediterraneo, snodo delle grandi petroliere, e successivamente ceduta alla Esso. Negli stessi anni apre una società per il trasporto petrolifero marittimo, la Prora, le cui principali navi porteranno i nomi delle tre figlie e della moglie e che farà di Augusta la prima raffineria indipendente in Europa a dotarsi di navi proprie per il commercio dei prodotti.
Nel 1962 a Sarroch nei pressi di Cagliari la sua ultima grande realizzazione, la raffineria sarda Saras, che, con 15 milioni di tonnellate di petrolio lavorate annualmente, costituisce oggi la più grande raffineria petrolifera del Mediterraneo. In seguito arriverà l'acquisto della S.P.I. (Società Petrolifera Italiana) con raffinerie a Livorno e La Spezia, un grande progetto di raffinazione in Giamaica oltre che un sempre più intenso sviluppo commerciale capace di coprire il mercato petrolifero internazionale. È stato presente nel consiglio di amministrazione di Mobil, Esso e Texaco.
Al di fuori del campo energetico, dal 1972 al 1976 fu comproprietario del Corriere della Sera insieme a Gianni Agnelli ed agli eredi della famiglia Crespi. Nel 1976, l'intera proprietà della testata fu ceduta al gruppo Rizzoli. Dal 1972 al 1974 è stato anche proprietario del giornale economico Il Globo.

### La presidenza dell'Inter

Angelo Moratti (a sinistra) con il giocatore dell'Inter Giacinto Facchetti.

È stato presidente dell'Inter dal maggio 1955, rilevando la società dal suo predecessore Carlo Masseroni, fino al maggio 1968, quando lasciò la presidenza a Ivanoe Fraizzoli. Era il periodo della Grande Inter allenata da Helenio Herrera; il giovane avvocato Giuseppe Prisco venne nominato vicepresidente della squadra. Sotto la sua presidenza venne costruito il centro sportivo di Appiano Gentile, noto poi negli anni come la Pinetina. Con lui l'Inter ha vinto tre campionati italiani, due Coppe dei Campioni e due Coppe Intercontinentali.
Nel 1951 fu tra i fautori dell'accordo tra i nerazzurri e la principale squadra di hockey su ghiaccio di Milano, l'Hockey Club Milano, la cui nuova denominazione sarà Hockey Club Milano Inter; Moratti ne divenne vicepresidente, insieme allo stesso Fraizzoli.

## Riconoscimenti postumi
Dal 5 novembre 2007 il piazzale antistante allo Stadio Giuseppe Meazza porta il suo nome. Alla cerimonia ufficiale, voluta e organizzata dal Comune di Milano, hanno partecipato figli e nipoti di Angelo Moratti, alcuni campioni nerazzurri del passato, Javier Zanetti e numerosi rappresentanti delle istituzioni milanesi e del club nerazzurro.
Nel 2009 il Comune di Stintino gli ha intitolato una via del paese in zona Capo Falcone: la nuova via Angelo Moratti è la via antistante all'Hotel Roccaruja, costruito da Angelo Moratti negli anni sessanta e divenuto luogo di ritrovo per le vacanze di dirigenti e giocatori della Grande Inter.
Nel 2015 il Comune di Panicale e il Comune di Piegaro, in provincia di Perugia, gli hanno intitolato lo stadio intercomunale di Tavernelle.
A Somma Lombardo, sua città natale, è presente "Via Angelo Moratti".